# Valev-terv
A Valev-terv Emil Boriszovics Valev szovjet közgazdász által 1964-ben megjelentetett gazdaságszervezési terv volt, amely a KGST-országok közötti munkamegosztásra tett javaslatot. Az elképzelés szerint a Duna alsó szakasza mentén a Szovjetunió déli, Románia délkeleti és Bulgária északi részén egy nemzetközi gazdasági egység jött volna létre. 
A román pártvezetés az ország egysége és területi integritása elleni támadásként értékelte a tervet, amely szerintük agrár-könyűipari és kisebb mértékben vegyipari szerepet szánt Romániának. A terv hozzájárult ahhoz, hogy Románia eltávolodott a KGST-től, illetve a Szovjetunió és Románia közötti kapcsolat megromlásához.

## Háttere

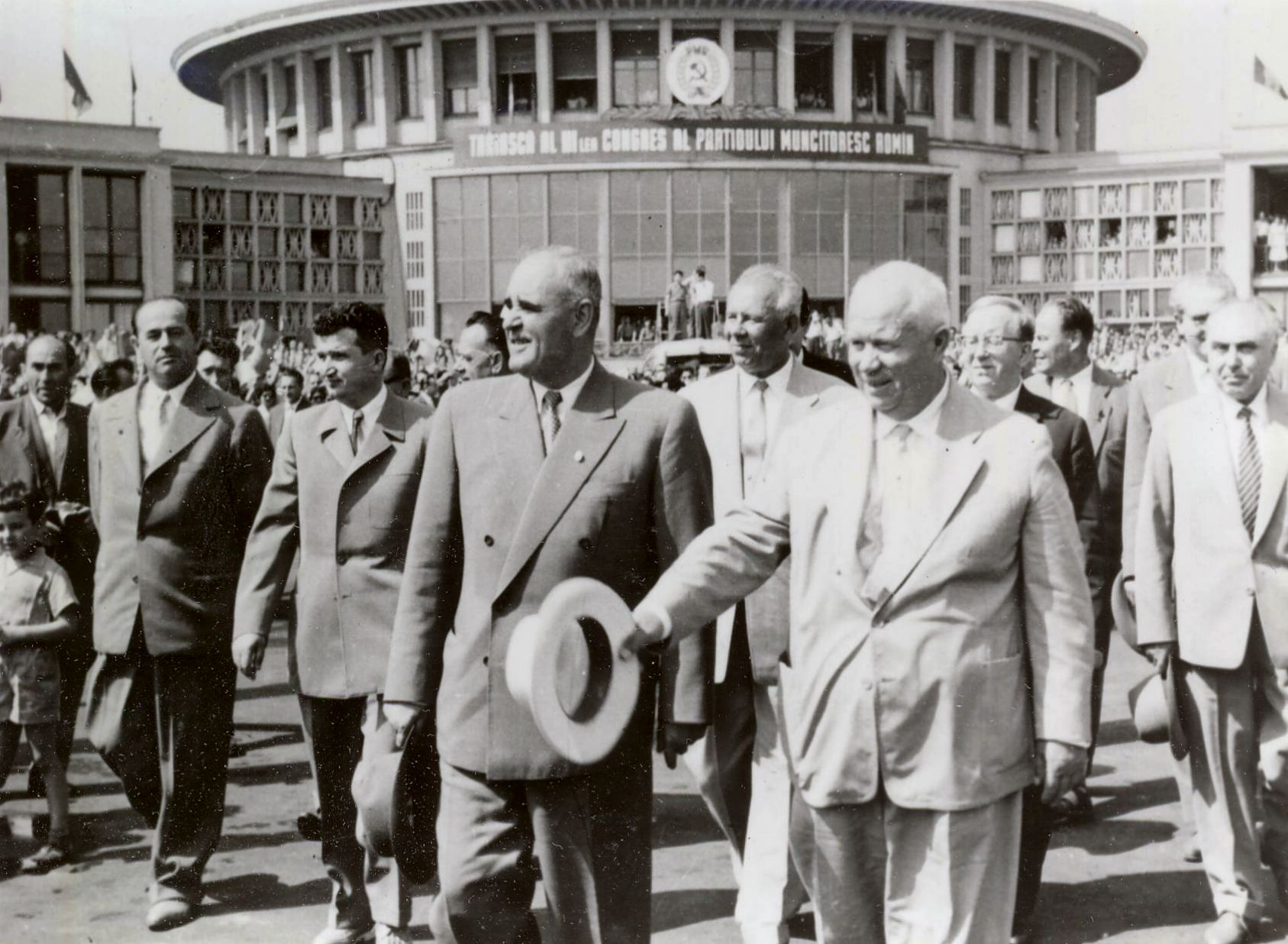
Gheorghe Gheorghiu-Dej és Hruscsov 1960-ban

Az Európai Gazdasági Közösség létrehozásával (1957. március 25.) a KGST-n belül felmerült a kommunista és kapitalista országok közötti gazdasági verseny kérdése. A KGST-n belüli verseny elkerülése érdekében született az egyes országok gazdasági integrációjának ötlete, amit a Szovjetunión kívül a fejlettebb iparral rendelkező Német Demokratikus Köztársaság és Csehszlovákia is támogattak. Az 1960. február 2-3-án az európai szocialista országoknak (Albánia, Bulgária, Csehszlovákia, Lengyelország, Magyarország, Német Demokratikus Köztársaság, Románia és Szovjetunió) a mezőgazdaság kérdéseiről tartott moszkvai konferenciáján ismét felmerült a KGST-n belüli szakosodás kérdése, ami ebben a kontextusban azt jelentette volna, hogy egyes országok a mezőgazdaságot fejlesztették volna, más országok pedig a mezőgazdasági járművel vagy berendezések vagy vegyszerek gyártását. Válaszul erre Gheorghe Gheorghiu-Dej, a Román Munkáspárt első titkára, a párt június 20-28-a közötti 3, kongresszusán Románia további iparosítására tette a hangsúlyt.
1961-ben a KGST-országok konferenciáján a Szovjetunió továbbra is napirenden tartotta az országokat átfogó gazdasági tervezés kérdését 1962-ben a KGST III. konferenciája megállapodástervezetet fogadott el a „Nemzetközi szocialista munkamegosztás alapvető elveiről” címmel, amelyet Emil Boriszovics Valev dolgozott ki. A tervezet alapján a Szovjetunió vezetésével integrálni kellett volna a KGST-n belüli gazdasági fejlesztési terveket. Románia negatívan viszonyult a tervhez, ami szerint az országnak a mezőgazdasági hátteret kellett volna biztosítania a többi kelet-európai ország számára, azzal az indokkal, hogy az integrációnak önkéntesnek kell lennie.
1963-ban a Komunyiszt című újság augusztusi számában Hruscsov részletesen ismertette a tervet, amely szerint a KGST északi országai az iparra szakosodtak volna, a déliek pedig a nyersanyag-ellátásra és mezőgazdaságra.

## Tartalma

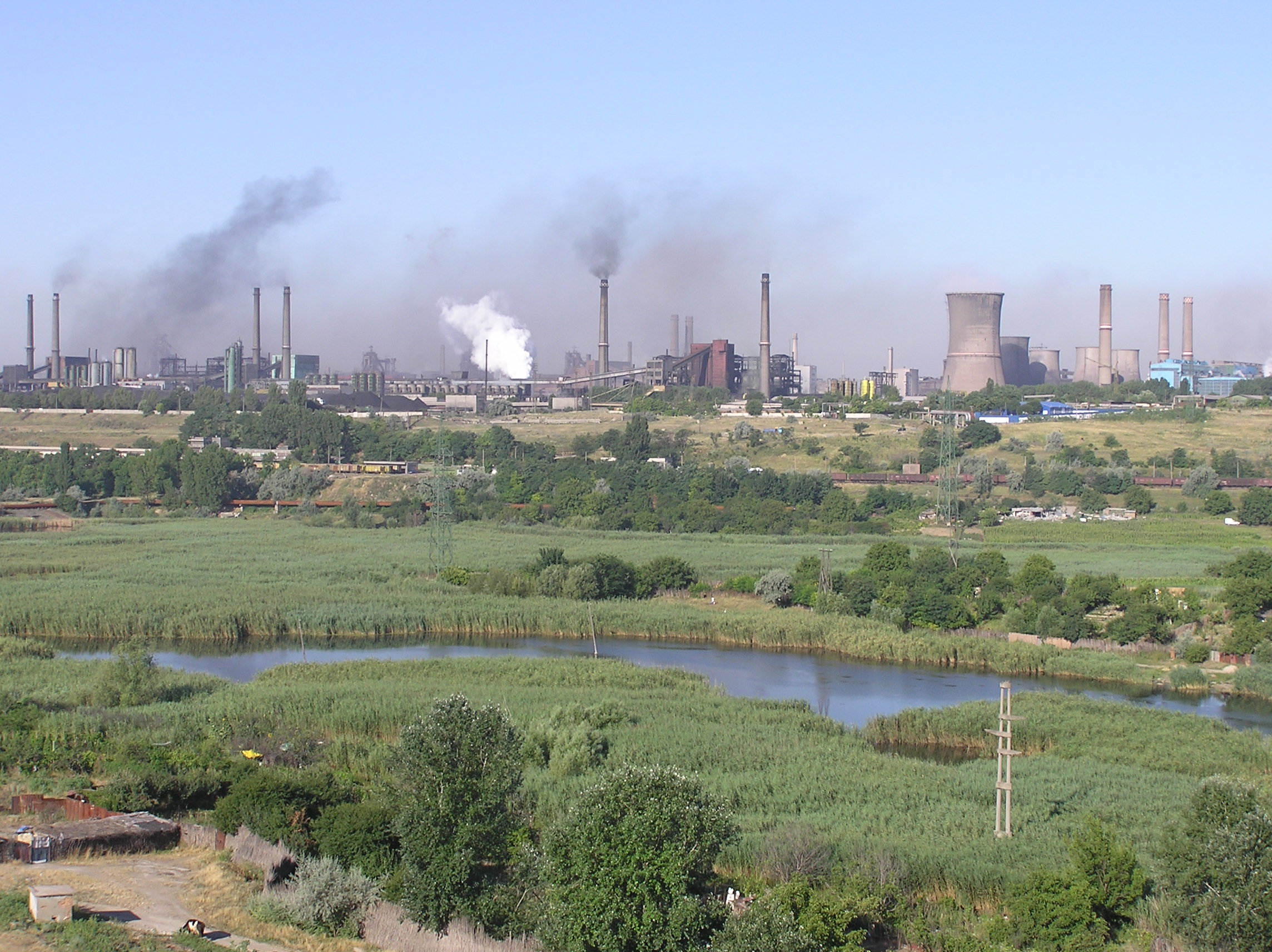
Galaci fémipari kombinát

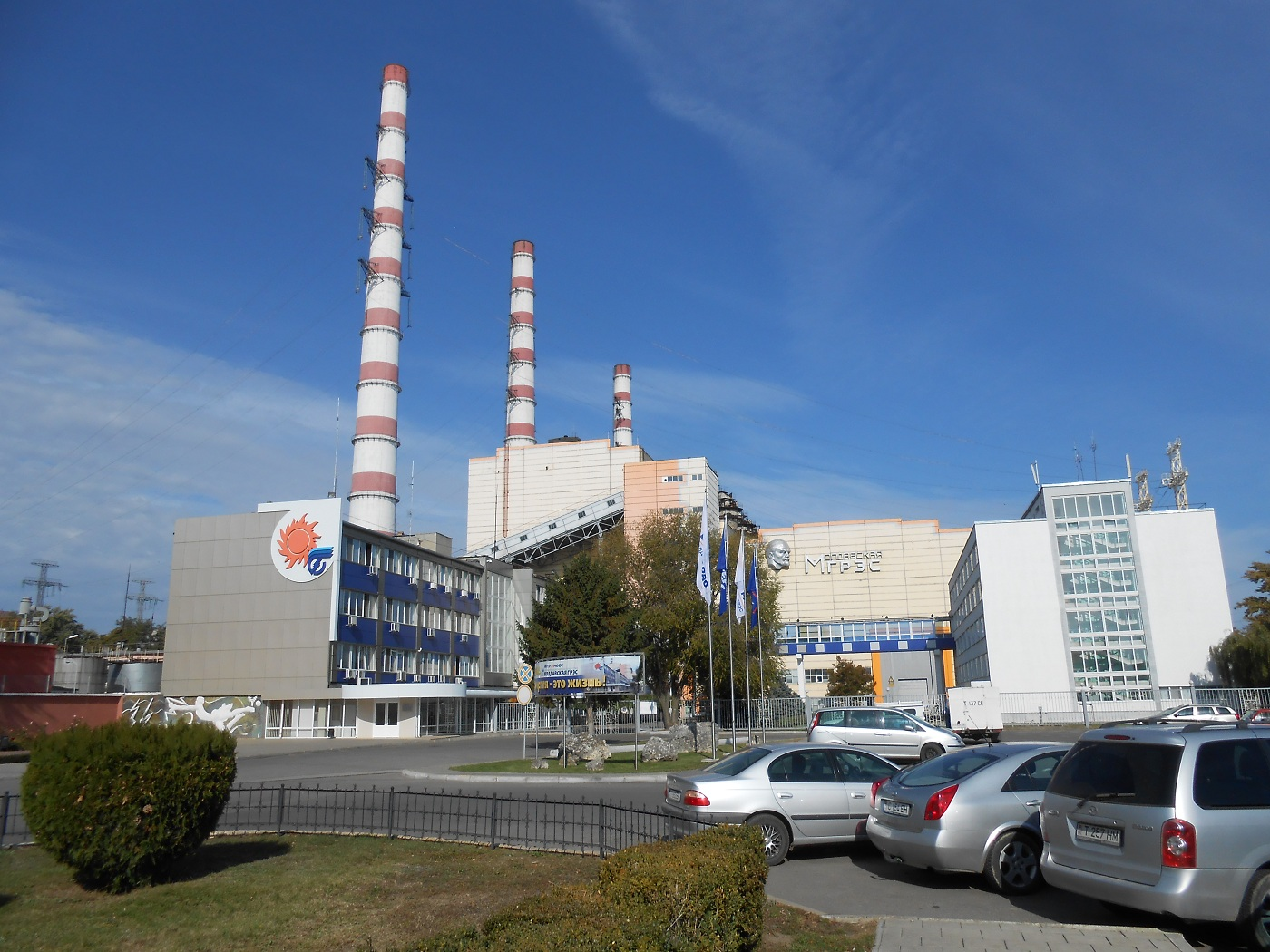
Cuciurgani hőerőmű

Emil Valev Románia, Bulgária és a Szovjetunió dunai tartományainak gazdasági fejlődésének kérdései című cikke (az úgynevezett Valev-terv) a moszkvai egyetem Vesztnyik Moszkovszkogo Universziteta című folyóiratának 1964/2. számában jelent meg, majd a kelet-európai sajtóban is közzétették. A cikk a Duna alsó szakaszán egy államközi gazdasági szervezet létrehozására tett javaslatot. A szervezethez a Szovjetunióból 12 000 négyzetkilométer, Románia délkeleti részéből 100 000 négyzetkilométer, azaz Bukarest, Ploiești, Argeș, Dobrudzsa, Galați és Olténia tartományok, Bulgária északi részéből 38 000 négyzetkilométer tartozott volna; a terület lakossága 12 millió fő volt.
A régió kedvező természeti adottságai közül Valev első sorban a nagy kiterjedésű mezőgazdasági területeket említette, de kitért a kőolaj-, gáz-, só- és lignitkészletekre is. Maga a Duna évi 203 milliárd köbméteres vízhozamával fontos erőforrást jelent, amely egyaránt hasznosítható 3 millió hektár öntözéséhez vagy évente 27 milliárd kWh villamos energia előállításához. A mezőgazdaság gépesítésével számottevő munkaerő szabadul fel. Fontos tényező az Ukrajna nehézipari körzeteihez és kikötőihez való közelség is.
Valev több konkrét javaslatot is tett a régión belüli együttműködésre, például a fémipari vállalatok szakosodása a különböző fajta hengerelt termékekre, a régió energiaellátása vagy a cuciurgani hőerőműből vagy új erőmű építésével Bulgária északi részén, amely a zsdanovi kikötőn keresztül a Donyec-medencéből kapná a szenet, a galaci fémipari kombinát nyersanyagellátása a 20 kilométerre fekvő szovjet lelőhelyekről, Bulgária északkeleti részében a gépgyártás fejlesztése Ukrajnából importált nyersanyaggal, a korábban a hegyvidékhez vagy vasútvonalakhoz közel telepített ipar elmozdítása a Duna irányába, öntözéses mezőgazdaság kiterjesztése stb.
A szerző végkövetkeztetése szerint a tervezett államközi termelési szervezet kialakításához a feltételek adottak a kőolaj-, gáz- és vegyipar, illetve a gépgyártóipar egyes ágazatai (kőolajipari berendezések gyártása, hajóépítés, elektrotechnika, mezőgazdasági gépgyártás és egyebek), valamint az öntözéses mezőgazdaság és élelmiszerfeldolgozás tekintetében, mindehhez azonban szükség van a dunai, tengeri és szárazföldi szállítási feltételek megteremtésére.

## Visszhangja és hatása
A román pártvezetés az ország egysége és területi integritása elleni támadásként értékelte a tervet, amely szerintük agrár-könyűipari és kisebb mértékben vegyipari szerepet szánt Romániának. A Román Munkáspárt Központi Bizottságának áprilisi ülésén elfogadták a Declaraţia cu privire la poziţia Partidului Muncitoresc Român în problemele mişcării comuniste şi muncitoreşti internaţionale [A Román Munkáspárt álláspontja a nemzetközi kommunista és munkásmozgalom kérdéseiben] című nyilatkozatot, amely megfogalmazta azokat az elveket, amelyek a kommunista pártok közötti kapcsolatok alapját képezik: egyenlőség, a belügyekbe való be nem avatkozás, minden párt kizárólagos joga saját politikai és szervezési problémáinak megoldása. A nyilatkozat külön kiemelte, hogy nem létezik és nem létezhet szülő- és gyermekpárt, fölé- és alárendelt párt. A nyilatkozat szövege megjelent a központi pártlap, a Scînteia 1964. április 26-i számában, majd a sajtó többi része is átvette.
A tudományos válaszadásra Costin Murgescu közgazdászt jelölték ki, de cikkét megjelenése előtt átnézte és javíttatta Alexandru Bârlădeanu, Gheorghe-Gheorghiu-Dej és Paul Niculescu-Mizil is. A válaszcikk a Viața economică című folyóirat júniusi számában jelent meg, de még abban az évben külön brosúra formájában is kiadták.
Noha a szovjetek utóbb visszakoztak, és az Izvesztyija alapvetően tévesnek minősítette Valev hozzáállását, a terv hozzájárult ahhoz, hogy Románia eltávolodott a KGST-től, illetve a Szovjetunió és Románia közötti kapcsolat megromlásához. Ugyan a Román Munkáspárt nyilatkozatát a 21. századi román sajtó Románia Moszkvától való függetlenségi nyilatkozataként, illetve Gheorghiu-Dej végrendeleteként is értelmezte, a szakirodalom szerint egy hosszabb függetlenedési folyamat egyik állomása volt.